# Hamza Ben Driss Ottmani
Hamza Ben Driss Ottmani (Essaouira, 10 de maio de 1940 – Rabat, 30 de maio de 2012) foi um economista e escritor marroquino.

## Biografia
Hamza estudou engenharia aeroespacial na École nationale de l'aviation civile e formou-se em economia pela ENSAE ParisTech.
Ele é conhecido como escritor. O seu trabalho centra-se na sua cidade natal, Essaouira.
Seu primeiro livro, "Une cité sous les alizés" ("uma cidade sob os ventos alísios"), é um estudo histórico de Mogador-Essaouira desde a pré-história até a Segunda Guerra Mundial. Ele então se voltou para a ficção, mas manteve uma forte base histórica.
Em "Si Mogador m'était contée" ("Se Mogador pudesse falar"), a velha narradora Lalla Aïcha revive vinte histórias do passado ignorado da cidade. "Le Soldat qui venait de Mogador" ("O soldado que veio de Mogador") conta a história da viagem a Meca de Si Taieb El Ech Chiadmi Maskali, em 1912.
"Le Fils du Soleil" ("Filho do Sol") é um romance histórico que conta a incrível história de Mustapha Zemmouri, mais conhecido pelo nome de Estevanico, que era um marroquino da região de Azemmour, foi sequestrado por um espanhol como um escravo e trazido para a América, onde se tornou um dos primeiros descobridores do Arizona e do Novo México.